# Charles Upham
Charles Hazlitt Upham  (Christchurch, 21 september 1908 - aldaar, 22 november 1994) was een soldaat uit Nieuw-Zeeland die tweemaal het Victoria Cross toegekend kreeg tijdens de Tweede Wereldoorlog.

## Biografie
Upham was een zoon van John Hazlitt Upham en zijn vrouw Agatha Mary Coates. Hij kreeg het Victoria Cross voor het eerst toegekend nadat hij in mei 1941 op Kreta gewond was geraakt. Upham werd daarna naar Egypte gezonden, nu gepromoveerd tot kapitein. Hij kreeg het kruis voor de tweede maal op Ruweisat Ridge, Egypte in juli 1942 toegekend, voor zijn acties op 14 en 15 juli 1942 tijdens de Eerste Slag bij El Alamein. Hij was een van de drie mensen die het Victoria Cross tweemaal toegekend kreeg, maar hij was de enige die hem twee keer verdiende tijdens de Tweede Wereldoorlog, de enige die het overleefde en de enige die hem tweemaal kreeg voor een gevechtsactie (de andere twee waren artsen die hem kregen voor het verlenen van hulp onder vuur tijdens de Eerste Wereldoorlog). Upham werd gevangengenomen tijdens de actie waarbij hij zijn tweede Victoria Cross kreeg toegekend. Hij werd uiteindelijk gevangengezet in het special krijgsgevangenkamp Oflag IV-c in slot Colditz. Hij overleed op 22 november 1994.

## Onderscheidingen
- Victoria Cross op 14 oktober 1941[2]
  - Gesp op 26 september 1945[3]
- 1939-1945 Star[4]
- Afrika Ster[4]
- Defensiemedaille[4]
- War Medal 1939-1945[4]
- War Service Medal 1939-1945[4]
- New Zealand 1990 Commemoration Medal
- Orde van Verdienste in 1992
- Dagorder (Mentioned in dispatches)
- 14 oktober 1941[3]